# Сабильянов, Нуртай Салихулы
Нуртай Салихулы Сабильянов (каз. Нұртай Салихұлы Сабильянов; 1 июня 1962 года, Аягузский район, Семипалатинская область) — казахстанский государственный и общественный деятель. Депутат Мажилиса Парламента Республики Казахстан ІІІ—VI и VIII созывов (2004—2021, 2023—).

## Биография
Родился 1 июня 1962 года в селе Шынкожа Аягозского района Семипалатинской области. Происходит из рода уак.
Отец — Сабилянов Салих, 1920 г.р., пенсионер. Ветеран Великой Отечественной войны и труда, участник Ленинградской блокады, воевал и на других фронтах. Проживает в г. Аягоз.
Мать — Сабилянова Касенхан (1930–2000) воспитала и вырастила девятерых детей.

## Образование
В 1979 году окончил казахскую среднюю школу в селе Шынкожа.
В 1988 году окончил с отличием полный курс Алма-Атинского института народного хозяйства по специальности «Бухгалтерский учет и анализ хозяйственной деятельности», присвоена квалификация экономист.
В 1999 году окончил полный курс Казахского Государственного юридического университета по специальности «Правоведение», присвоена квалификация юрист.

## Карьера
Трудовую деятельность начал с июля 1979 года в комсомольско-молодежной бригаде «Орбита» в родном совхозе «Нарынский» Аягозского района.
С 1982 по 1984 год — рабочий строительного участка совхоза «Нарынский»  Аягозского района;
С 1988 по 1990 год — экономист Алма-Атинского электротехнического завода;
С 1990 по 2004 год — главный бухгалтер, Вице-президент по финансам АО «Сары-Арка»;
С 2004 по 2007 год — депутат Мажилиса Парламента Республики Казахстан третьего созыва, избран по избирательному округу № 25 ВКО (Аягозский, Жарминский, Урджарский районы), член Комитета по финансам и бюджету.
С 2007 по 2021 год — депутат Мажилиса Парламента Республики Казахстан IV и VІ созывов, избран по партийному списку «Нур Отан», член Комитета по финансам и бюджету Мажилиса Парламента РК. Председатель комитета по экономической реформе и региональному развитию Мажилиса Парламента РК (2016—2021);
С 15 июня 2022 года является членом Национального курултая при Президенте Казахстана. С 27 марта 2023 года — депутат Мажилиса VIII созыва, избранный по одномандатному территориальному избирательному округу №8 области Абай. С 29 марта 2023 года является Председателем Комитета по экономической реформе и региональному развитию Мажилиса.

## Награды
- Медаль «Шапагат» (8 декабря 2003);
- Медаль «10 лет Конституции Республики Казахстан» (2005);
- Медаль «10 лет Парламенту Республики Казахстан» (2005);
- Медаль «10 лет Астане» (2008);
- Орден Курмет (5 декабря 2008)[2];
- Медаль «20 лет независимости Республики Казахстан» (2011);
- Медаль «20 лет Конституции Республики Казахстан» (2015);
- Медаль «25 лет независимости Республики Казахстан» (2016);
- Медаль «20 лет Астане» (2018);
- Орден Парасат (14 декабря 2018)[3];
- Медаль «25 лет Конституции Республики Казахстан» (2020).

Иностранные награды:
- Памятная медаль королевы Виктории (Queen Victoria Commemorative Medal) (4 март 2011)[4][5];
- Орден «Содружество» (МПА СНГ) (15 мая 2011);
- Медаль «За укрепление парламентского сотрудничества» (28 ноября 2013 года, Межпарламентская ассамблея СНГ) — за особый вклад в развитие парламентаризма, укрепление демократии, обеспечение прав и свобод граждан в государствах — участниках Содружества Независимых Государств[6];
- Медаль «МПА СНГ. 25 лет» (27 марта 2017 года, Межпарламентская ассамблея СНГ) — за заслуги в деле развития и укрепления парламентаризма, за вклад в развитие и совершенствование правовых основ функционирования Содружества Независимых Государств, укрепление международных связей и межпарламентского сотрудничества[7].

## Звания
- Почётный гражданин Абайского, Аягозского, Жарминского, Кокпектинского и Урджарского районов Абайской области и  Тарбагатайского района Восточно-Казахстанской области;
- Лауреат премии «Меценат образования – 2008» Республики Казахстана (2008);
- Лауреат национальной общественной премии «Золотое Сердце» (Алтын Жүрек) в номинации «За поддержку образования» (2010).